# YURI (モデル)
YURI（ゆり、8月28日- ）は、女性ファッションモデル。ブラジル出身。身長168cm。靴のサイズは24.5cm。スリーサイズはB83・W60・H88。所属事務所は株式会社テンカラット。

## 略歴・人物
- スカウトによりモデルデビューを果たし、スチール、雑誌、CM出演などで活躍している[3]。女性ファッション雑誌「SnipStyle」、ウェディング雑誌「日本の結婚式」などで表紙も飾っている[4]。

- 2010年～2011年、ファッションモデルの高橋京子、RIKOと共にアテニア化粧品のイメージキャラクターを務めた[5][6]。

- 2015年10月に男児を出産しており[7]、撮影現場に連れて行ったり、モデルの仕事をした時もあった[8][9]。

- 趣味はキックボクシング。言語はポルトガル語、英語[10]。ハイキングも好きで、奥多摩、富士山などへ行っている[11][12]。

## 出演

### 雑誌・WEB
- 美的
- VoCE
- MAQUIA
- an・an
- In Red
- CLASSY.
- BAILA
- GLAMOROUS
- SnipStyle
- LOTTE
- oggi
- GISELe
- GLAMOROUS
- Wedding BOOK
- 25ans Wedding
- 日本の結婚式

### 広告・スチール
- MTコスメティック「MT METATRON」
- kakaku.com「ALL For me」
- 「AXE」ユニリーバ・ジャパン株式会社
- 「GALVANIC SPA」
- Esthaar Shampoo（韓国）
- GALVANIC SPA

### CM
- Fuji～水着＆浴衣～
- 「BOSS」Suntory
- ABCマート